# Tilton (New Hampshire)
Pour les articles homonymes, voir Tilton.
Tilton est une municipalité américaine située dans le comté de Belknap au New Hampshire. Selon le recensement de 2010, sa population est de 3 567 habitants.

## Géographie
La municipalité s'étend sur 11,99 milles carrés (31,05 km2), dont 0,85 milles carrés (2,2 km2) d'étendues d'eau. Elle comprend une partie du census-designated place de Tilton Northfield (en) : 1 619 habitants sur 1,85 milles carrés (4,79 km2) ; l'autre partie se trouvant à Northfield.

## Histoire
La localité est d'abord connue le nom de Sanbornton Bridge ou Bridge Village. Elle devient une municipalité indépendante de Sanbornton en 1869. Elle adopte alors son nom actuel en l'honneur de Nathaniel Tilton, l'un de ses premiers habitants, ou de son petit-fils Charles E. Tilton qui fit fortune dans le chemin de fer.